# Bohunove, Berezivka
Bohunove (în ucraineană Богунове, în germană Neu Kandel) este un sat în comuna Konopleane din raionul Berezivka, regiunea Odesa, Ucraina. Satul a fost locuit de germanii pontici.

## Demografie
Componența lingvistică a localității Bohunove
     Ucraineană (93,78%)
     Rusă (4,57%)
     Alte limbi (1,4%)
Conform recensământului din 2001, majoritatea populației localității Bohunove era vorbitoare de ucraineană (93,78%), existând în minoritate și vorbitori de rusă (4,57%).